# Lista över fornlämningar i Norrköpings kommun (Östra Ny)
Lista över fornlämningar i Norrköpings kommun (Östra Ny) är en förteckning av ett urval av de fornlämningar som finns i Östra Ny i Norrköpings kommun.
| Namn                              | Lämningstyp                      | Tillkomsttid | Historisk indelning    | Plats | Läge                 | ID-nr          | Bild                                 |
| --------------------------------- | -------------------------------- | ------------ | ---------------------- | ----- | -------------------- | -------------- | ------------------------------------ |
| Östra Ny 2:1                      | Stensättning                     |              | Östra Ny, Östergötland |       | 58.445553, 16.636806 | 10055300020001 | Ladda upp en bild av detta fornminne |
| Östra Ny 2:2                      | Stensättning                     |              | Östra Ny, Östergötland |       | 58.445809, 16.636698 | 10055300020002 | Ladda upp en bild av detta fornminne |
| Östra Ny 4:1                      | Stensättning                     |              | Östra Ny, Östergötland |       | 58.447109, 16.592812 | 10055300040001 | Ladda upp en bild av detta fornminne |
| Östra Ny 6:1                      | Gravfält                         |              | Östra Ny, Östergötland |       | 58.486162, 16.560544 | 10055300060001 | Ladda upp en bild av detta fornminne |
| Östra Ny 7:1                      | Stensättning                     |              | Östra Ny, Östergötland |       | 58.485508, 16.554847 | 10055300070001 | Ladda upp en bild av detta fornminne |
| Östra Ny 8:1                      | Stensättning                     |              | Östra Ny, Östergötland |       | 58.485650, 16.553148 | 10055300080001 | Ladda upp en bild av detta fornminne |
| Östra Ny 9:1                      | Stensättning                     |              | Östra Ny, Östergötland |       | 58.487322, 16.582081 | 10055300090001 | Ladda upp en bild av detta fornminne |
| Augementsberget (Östra Ny 10:1)   | Fornborg                         |              | Östra Ny, Östergötland |       | 58.483920, 16.601972 | 10055300100001 | Ladda upp en bild av detta fornminne |
| Östra Ny 12:1                     | Stensättning                     |              | Östra Ny, Östergötland |       | 58.473139, 16.592734 | 10055300120001 | Ladda upp en bild av detta fornminne |
| Östra Ny 14:1                     | Stensättning                     |              | Östra Ny, Östergötland |       | 58.476438, 16.612428 | 10055300140001 | Ladda upp en bild av detta fornminne |
| Östra Ny 15:1                     | Fornborg                         |              | Östra Ny, Östergötland |       | 58.475980, 16.615071 | 10055300150001 | Ladda upp en bild av detta fornminne |
| Östra Ny 17:1                     | Stensättning                     |              | Östra Ny, Östergötland |       | 58.486824, 16.600329 | 10055300170001 | Ladda upp en bild av detta fornminne |
| Östra Ny 18:1                     | Stensättning                     |              | Östra Ny, Östergötland |       | 58.489896, 16.585150 | 10055300180001 | Ladda upp en bild av detta fornminne |
| Östra Ny 18:2                     | Stensättning                     |              | Östra Ny, Östergötland |       | 58.489774, 16.585571 | 10055300180002 | Ladda upp en bild av detta fornminne |
| Östra Ny 18:3                     | Grav markerad av sten/block      |              | Östra Ny, Östergötland |       | 58.489704, 16.585743 | 10055300180003 | Ladda upp en bild av detta fornminne |
| Östra Ny 19:1                     | Stensättning                     |              | Östra Ny, Östergötland |       | 58.490350, 16.588923 | 10055300190001 | Ladda upp en bild av detta fornminne |
| Östra Ny 20:1                     | Gravfält                         |              | Östra Ny, Östergötland |       | 58.487790, 16.624936 | 10055300200001 | Ladda upp en bild av detta fornminne |
| Östra Ny 21:1                     | Stensättning                     |              | Östra Ny, Östergötland |       | 58.503389, 16.609705 | 10055300210001 | Ladda upp en bild av detta fornminne |
| Östra Ny 22:1                     | Stensättning                     |              | Östra Ny, Östergötland |       | 58.498649, 16.583124 | 10055300220001 | Ladda upp en bild av detta fornminne |
| Östra Ny 23:1                     | Stensättning                     |              | Östra Ny, Östergötland |       | 58.498588, 16.583931 | 10055300230001 | Ladda upp en bild av detta fornminne |
| Östra Ny 25:1                     | Stensättning                     |              | Östra Ny, Östergötland |       | 58.497998, 16.584059 | 10055300250001 | Ladda upp en bild av detta fornminne |
| Östra Ny 26:1                     | Stensättning                     |              | Östra Ny, Östergötland |       | 58.497469, 16.600469 | 10055300260001 | Ladda upp en bild av detta fornminne |
| Östra Ny 27:1                     | Stensättning                     |              | Östra Ny, Östergötland |       | 58.493324, 16.556900 | 10055300270001 | Ladda upp en bild av detta fornminne |
| Östra Ny 28:1                     | Gravfält                         |              | Östra Ny, Östergötland |       | 58.493542, 16.555168 | 10055300280001 | Ladda upp en bild av detta fornminne |
| Östra Ny 30:1                     | Stensättning                     |              | Östra Ny, Östergötland |       | 58.490344, 16.561109 | 10055300300001 | Ladda upp en bild av detta fornminne |
| Östra Ny 31:1                     | Gravfält                         |              | Östra Ny, Östergötland |       | 58.492117, 16.563042 | 10055300310001 | Ladda upp en bild av detta fornminne |
| Östra Ny 32:1                     | Stensättning                     |              | Östra Ny, Östergötland |       | 58.492544, 16.561250 | 10055300320001 | Ladda upp en bild av detta fornminne |
| Östra Ny 33:1                     | Gravfält                         |              | Östra Ny, Östergötland |       | 58.493083, 16.566007 | 10055300330001 | Ladda upp en bild av detta fornminne |
| Östra Ny 33:2                     | Stensättning                     |              | Östra Ny, Östergötland |       | 58.493738, 16.566555 | 10055300330002 | Ladda upp en bild av detta fornminne |
| Östra Ny 34:1                     | Stensättning                     |              | Östra Ny, Östergötland |       | 58.493457, 16.564554 | 10055300340001 | Ladda upp en bild av detta fornminne |
| Östra Ny 36:1                     | Stensättning                     |              | Östra Ny, Östergötland |       | 58.497111, 16.569338 | 10055300360001 | Ladda upp en bild av detta fornminne |
| Östra Ny 36:2                     | Stensättning                     |              | Östra Ny, Östergötland |       | 58.497025, 16.569521 | 10055300360002 | Ladda upp en bild av detta fornminne |
| Östra Ny 36:3                     | Stensättning                     |              | Östra Ny, Östergötland |       | 58.496930, 16.569364 | 10055300360003 | Ladda upp en bild av detta fornminne |
| Östra Ny 37:1                     | Stensättning                     |              | Östra Ny, Östergötland |       | 58.495182, 16.573971 | 10055300370001 | Ladda upp en bild av detta fornminne |
| Östra Ny 38:1                     | Gravfält                         |              | Östra Ny, Östergötland |       | 58.495819, 16.572825 | 10055300380001 | Ladda upp en bild av detta fornminne |
| Östra Ny 39:1                     | Gravfält                         |              | Östra Ny, Östergötland |       | 58.495963, 16.577601 | 10055300390001 | Ladda upp en bild av detta fornminne |
| Östra Ny 41:1                     | Gravfält                         |              | Östra Ny, Östergötland |       | 58.495079, 16.578185 | 10055300410001 | Ladda upp en bild av detta fornminne |
| Östra Ny 42:1                     | Gravfält                         |              | Östra Ny, Östergötland |       | 58.494050, 16.580178 | 10055300420001 | Ladda upp en bild av detta fornminne |
| Östra Ny 43:1                     | Stensättning                     |              | Östra Ny, Östergötland |       | 58.493716, 16.583738 | 10055300430001 | Ladda upp en bild av detta fornminne |
| Östra Ny 43:2                     | Stensättning                     |              | Östra Ny, Östergötland |       | 58.493771, 16.583263 | 10055300430002 | Ladda upp en bild av detta fornminne |
| Östra Ny 44:1                     | Stensättning                     |              | Östra Ny, Östergötland |       | 58.494787, 16.584768 | 10055300440001 | Ladda upp en bild av detta fornminne |
| Östra Ny 44:2                     | Stensättning                     |              | Östra Ny, Östergötland |       | 58.494648, 16.584908 | 10055300440002 | Ladda upp en bild av detta fornminne |
| Östra Ny 45:1                     | Stensättning                     |              | Östra Ny, Östergötland |       | 58.497499, 16.579017 | 10055300450001 | Ladda upp en bild av detta fornminne |
| Östra Ny 45:2                     | Stensättning                     |              | Östra Ny, Östergötland |       | 58.497680, 16.578630 | 10055300450002 | Ladda upp en bild av detta fornminne |
| Östra Ny 46:1                     | Gravfält                         |              | Östra Ny, Östergötland |       | 58.497355, 16.576924 | 10055300460001 | Ladda upp en bild av detta fornminne |
| Östra Ny 47:1                     | Stensättning                     |              | Östra Ny, Östergötland |       | 58.494370, 16.598743 | 10055300470001 | Ladda upp en bild av detta fornminne |
| Östra Ny 47:2                     | Grav markerad av sten/block      |              | Östra Ny, Östergötland |       | 58.494430, 16.598770 | 10055300470002 | Ladda upp en bild av detta fornminne |
| Östra Ny 48:1                     | Stensättning                     |              | Östra Ny, Östergötland |       | 58.501705, 16.591559 | 10055300480001 | Ladda upp en bild av detta fornminne |
| Östra Ny 48:2                     | Stensättning                     |              | Östra Ny, Östergötland |       | 58.501595, 16.591723 | 10055300480002 | Ladda upp en bild av detta fornminne |
| Östra Ny 49:1                     | Gravfält                         |              | Östra Ny, Östergötland |       | 58.504775, 16.583178 | 10055300490001 | Ladda upp en bild av detta fornminne |
| Östra Ny 51:1                     | Fornborg                         |              | Östra Ny, Östergötland |       | 58.495885, 16.648631 | 10055300510001 | Ladda upp en bild av detta fornminne |
| Östra Ny 52:1                     | Stensättning                     |              | Östra Ny, Östergötland |       | 58.501440, 16.635815 | 10055300520001 | Ladda upp en bild av detta fornminne |
| Östra Ny 55:1                     | Stensättning                     |              | Östra Ny, Östergötland |       | 58.510842, 16.615838 | 10055300550001 | Ladda upp en bild av detta fornminne |
| Östra Ny 56:1                     | Stensättning                     |              | Östra Ny, Östergötland |       | 58.511135, 16.611896 | 10055300560001 | Ladda upp en bild av detta fornminne |
| Östra Ny 57:1                     | Stensättning                     |              | Östra Ny, Östergötland |       | 58.509101, 16.602114 | 10055300570001 | Ladda upp en bild av detta fornminne |
| Östra Ny 57:2                     | Gravfält                         |              | Östra Ny, Östergötland |       | 58.508583, 16.601970 | 10055300570002 | Ladda upp en bild av detta fornminne |
| Östra Ny 58:1                     | Stensättning                     |              | Östra Ny, Östergötland |       | 58.513113, 16.603047 | 10055300580001 | Ladda upp en bild av detta fornminne |
| Östra Ny 60:1                     | Stensättning                     |              | Östra Ny, Östergötland |       | 58.517754, 16.597039 | 10055300600001 | Ladda upp en bild av detta fornminne |
| Östra Ny 61:1                     | Gravfält                         |              | Östra Ny, Östergötland |       | 58.516800, 16.598109 | 10055300610001 | Ladda upp en bild av detta fornminne |
| Östra Ny 62:1                     | Stensättning                     |              | Östra Ny, Östergötland |       | 58.516768, 16.596061 | 10055300620001 | Ladda upp en bild av detta fornminne |
| Östra Ny 63:1                     | Stensättning                     |              | Östra Ny, Östergötland |       | 58.512939, 16.597950 | 10055300630001 | Ladda upp en bild av detta fornminne |
| Östra Ny 64:1                     | Gravfält                         |              | Östra Ny, Östergötland |       | 58.514409, 16.596047 | 10055300640001 | Ladda upp en bild av detta fornminne |
| Östra Ny 65:1                     | Fornborg                         |              | Östra Ny, Östergötland |       | 58.520967, 16.582331 | 10055300650001 | Ladda upp en bild av detta fornminne |
| Östra Ny 67:1                     | Husgrund, förhistorisk/medeltida |              | Östra Ny, Östergötland |       | 58.494257, 16.638416 | 10055300670001 | Ladda upp en bild av detta fornminne |
| Östra Ny 68:1                     | Gravfält                         |              | Östra Ny, Östergötland |       | 58.505064, 16.576175 | 10055300680001 | Ladda upp en bild av detta fornminne |
| Östra Ny 69:1                     | Stensättning                     |              | Östra Ny, Östergötland |       | 58.500765, 16.578463 | 10055300690001 | Ladda upp en bild av detta fornminne |
| Östra Ny 70:1                     | Gravfält                         |              | Östra Ny, Östergötland |       | 58.501058, 16.579417 | 10055300700001 | Ladda upp en bild av detta fornminne |
| Östra Ny 71:1                     | Stensättning                     |              | Östra Ny, Östergötland |       | 58.497401, 16.563807 | 10055300710001 | Ladda upp en bild av detta fornminne |
| Östra Ny 71:2                     | Stensättning                     |              | Östra Ny, Östergötland |       | 58.498163, 16.564148 | 10055300710002 | Ladda upp en bild av detta fornminne |
| Östra Ny 71:3                     | Hällristning                     |              | Östra Ny, Östergötland |       | 58.498094, 16.564331 | 10055300710003 | Ladda upp en bild av detta fornminne |
| Östra Ny 72:1                     | Stensättning                     |              | Östra Ny, Östergötland |       | 58.499636, 16.563000 | 10055300720001 | Ladda upp en bild av detta fornminne |
| Östra Ny 72:2                     | Stensättning                     |              | Östra Ny, Östergötland |       | 58.499671, 16.563505 | 10055300720002 | Ladda upp en bild av detta fornminne |
| Östra Ny 72:3                     | Stensättning                     |              | Östra Ny, Östergötland |       | 58.500130, 16.563158 | 10055300720003 | Ladda upp en bild av detta fornminne |
| Östra Ny 73:1                     | Grav- och boplatsområde          |              | Östra Ny, Östergötland |       | 58.499027, 16.562367 | 10055300730001 | Ladda upp en bild av detta fornminne |
| Östra Ny 74:1                     | Gravfält                         |              | Östra Ny, Östergötland |       | 58.499466, 16.559516 | 10055300740001 | Ladda upp en bild av detta fornminne |
| Östra Ny 75:1                     | Stensättning                     |              | Östra Ny, Östergötland |       | 58.498974, 16.554749 | 10055300750001 | Ladda upp en bild av detta fornminne |
| Östra Ny 75:2                     | Stensättning                     |              | Östra Ny, Östergötland |       | 58.499169, 16.554655 | 10055300750002 | Ladda upp en bild av detta fornminne |
| Östra Ny 75:3                     | Stensättning                     |              | Östra Ny, Östergötland |       | 58.499089, 16.554111 | 10055300750003 | Ladda upp en bild av detta fornminne |
| Östra Ny 75:4                     | Stensättning                     |              | Östra Ny, Östergötland |       | 58.499006, 16.553920 | 10055300750004 | Ladda upp en bild av detta fornminne |
| Östra Ny 77:1                     | Stensättning                     |              | Östra Ny, Östergötland |       | 58.501974, 16.552244 | 10055300770001 | Ladda upp en bild av detta fornminne |
| Östra Ny 77:2                     | Stensättning                     |              | Östra Ny, Östergötland |       | 58.501914, 16.552394 | 10055300770002 | Ladda upp en bild av detta fornminne |
| Östra Ny 77:3                     | Stensättning                     |              | Östra Ny, Östergötland |       | 58.501996, 16.552687 | 10055300770003 | Ladda upp en bild av detta fornminne |
| Östra Ny 78:1                     | Stensättning                     |              | Östra Ny, Östergötland |       | 58.502142, 16.551258 | 10055300780001 | Ladda upp en bild av detta fornminne |
| Östra Ny 78:2                     | Stensättning                     |              | Östra Ny, Östergötland |       | 58.502225, 16.551370 | 10055300780002 | Ladda upp en bild av detta fornminne |
| Östra Ny 78:3                     | Stensättning                     |              | Östra Ny, Östergötland |       | 58.502141, 16.551419 | 10055300780003 | Ladda upp en bild av detta fornminne |
| Östra Ny 79:1                     | Gravfält                         |              | Östra Ny, Östergötland |       | 58.503157, 16.550805 | 10055300790001 | Ladda upp en bild av detta fornminne |
| Östra Ny 80:1                     | Gravfält                         |              | Östra Ny, Östergötland |       | 58.503009, 16.549092 | 10055300800001 | Ladda upp en bild av detta fornminne |
| Östra Ny 81:1                     | Stensättning                     |              | Östra Ny, Östergötland |       | 58.505926, 16.548301 | 10055300810001 | Ladda upp en bild av detta fornminne |
| Östra Ny 82:1                     | Gravfält                         |              | Östra Ny, Östergötland |       | 58.506858, 16.551008 | 10055300820001 | Ladda upp en bild av detta fornminne |
| Ängeby knös (Östra Ny 83:1)       | Fornborg                         |              | Östra Ny, Östergötland |       | 58.507385, 16.554280 | 10055300830001 | Ladda upp en bild av detta fornminne |
| Östra Ny 84:1                     | Stensättning                     |              | Östra Ny, Östergötland |       | 58.507013, 16.559877 | 10055300840001 | Ladda upp en bild av detta fornminne |
| Östra Ny 85:1                     | Stensättning                     |              | Östra Ny, Östergötland |       | 58.507067, 16.561453 | 10055300850001 | Ladda upp en bild av detta fornminne |
| Östra Ny 85:2                     | Stensättning                     |              | Östra Ny, Östergötland |       | 58.506948, 16.561995 | 10055300850002 | Ladda upp en bild av detta fornminne |
| Östra Ny 86:1                     | Gravfält                         |              | Östra Ny, Östergötland |       | 58.504675, 16.567116 | 10055300860001 | Ladda upp en bild av detta fornminne |
| Östra Ny 87:1                     | Stensättning                     |              | Östra Ny, Östergötland |       | 58.515621, 16.551596 | 10055300870001 | Ladda upp en bild av detta fornminne |
| Östra Ny 87:2                     | Stensättning                     |              | Östra Ny, Östergötland |       | 58.515764, 16.551191 | 10055300870002 | Ladda upp en bild av detta fornminne |
| Östra Ny 88:1                     | Röse                             |              | Östra Ny, Östergötland |       | 58.516195, 16.550552 | 10055300880001 | Ladda upp en bild av detta fornminne |
| Östra Ny 89:1                     | Stensättning                     |              | Östra Ny, Östergötland |       | 58.494624, 16.550260 | 10055300890001 | Ladda upp en bild av detta fornminne |
| Östra Ny 89:2                     | Stensättning                     |              | Östra Ny, Östergötland |       | 58.494614, 16.550907 | 10055300890002 | Ladda upp en bild av detta fornminne |
| Östra Ny 90:1                     | Stensättning                     |              | Östra Ny, Östergötland |       | 58.494288, 16.551728 | 10055300900001 | Ladda upp en bild av detta fornminne |
| Östra Ny 90:2                     | Stensättning                     |              | Östra Ny, Östergötland |       | 58.494250, 16.552008 | 10055300900002 | Ladda upp en bild av detta fornminne |
| Östra Ny 91:1                     | Stensättning                     |              | Östra Ny, Östergötland |       | 58.493752, 16.551874 | 10055300910001 | Ladda upp en bild av detta fornminne |
| Östra Ny 92:1                     | Stensättning                     |              | Östra Ny, Östergötland |       | 58.505106, 16.542553 | 10055300920001 | Ladda upp en bild av detta fornminne |
| Östra Ny 93:1                     | Gravfält                         |              | Östra Ny, Östergötland |       | 58.505892, 16.542688 | 10055300930001 | Ladda upp en bild av detta fornminne |
| Östra Ny 94:1                     | Fornborg                         |              | Östra Ny, Östergötland |       | 58.517666, 16.566427 | 10055300940001 | Ladda upp en bild av detta fornminne |
| Östra Ny 98:1                     | Stensättning                     |              | Östra Ny, Östergötland |       | 58.496636, 16.562952 | 10055300980001 | Ladda upp en bild av detta fornminne |
| Östra Ny 102:1                    | Hällristning                     |              | Östra Ny, Östergötland |       | 58.500448, 16.553408 | 10055301020001 | Ladda upp en bild av detta fornminne |
| Östra Ny 111:1                    | Stensättning                     |              | Östra Ny, Östergötland |       | 58.502414, 16.591009 | 10055301110001 | Ladda upp en bild av detta fornminne |
| Östra Ny 111:2                    | Stensättning                     |              | Östra Ny, Östergötland |       | 58.502369, 16.590837 | 10055301110002 | Ladda upp en bild av detta fornminne |
| Östra Ny 112:1                    | Stensättning                     |              | Östra Ny, Östergötland |       | 58.502899, 16.591186 | 10055301120001 | Ladda upp en bild av detta fornminne |
| Östra Ny 112:2                    | Stensättning                     |              | Östra Ny, Östergötland |       | 58.503055, 16.591339 | 10055301120002 | Ladda upp en bild av detta fornminne |
| Östra Ny 114:1                    | Stensättning                     |              | Östra Ny, Östergötland |       | 58.510845, 16.610133 | 10055301140001 | Ladda upp en bild av detta fornminne |
| Östra Ny 114:2                    | Stensättning                     |              | Östra Ny, Östergötland |       | 58.511001, 16.609874 | 10055301140002 | Ladda upp en bild av detta fornminne |
| Östra Ny 121:1                    | Stensättning                     |              | Östra Ny, Östergötland |       | 58.508248, 16.605204 | 10055301210001 | Ladda upp en bild av detta fornminne |
| Östra Ny 126:1                    | Fornborg                         |              | Östra Ny, Östergötland |       | 58.453267, 16.570997 | 10055301260001 | Ladda upp en bild av detta fornminne |
| Östra Ny 127:1                    | Fornborg                         |              | Östra Ny, Östergötland |       | 58.458432, 16.597596 | 10055301270001 | Ladda upp en bild av detta fornminne |
| Östra Ny 129:1                    | Stensättning                     |              | Östra Ny, Östergötland |       | 58.494667, 16.579930 | 10055301290001 | Ladda upp en bild av detta fornminne |
| Östra Ny 129:2                    | Stensättning                     |              | Östra Ny, Östergötland |       | 58.494761, 16.579824 | 10055301290002 | Ladda upp en bild av detta fornminne |
| Östra Ny 131:1                    | Husgrund, förhistorisk/medeltida |              | Östra Ny, Östergötland |       | 58.489597, 16.598845 | 10055301310001 | Ladda upp en bild av detta fornminne |
| Östra Ny 132:1                    | Stensättning                     |              | Östra Ny, Östergötland |       | 58.510374, 16.612551 | 10055301320001 | Ladda upp en bild av detta fornminne |
| Östra Ny 149:1                    | Stensättning                     |              | Östra Ny, Östergötland |       | 58.502537, 16.548404 | 10055301490001 | Ladda upp en bild av detta fornminne |
| Östra Ny 151:1                    | Stensättning                     |              | Östra Ny, Östergötland |       | 58.510550, 16.611232 | 10055301510001 | Ladda upp en bild av detta fornminne |
| Östra Ny 153:1                    | Stensättning                     |              | Östra Ny, Östergötland |       | 58.508718, 16.615213 | 10055301530001 | Ladda upp en bild av detta fornminne |
| Östra Ny 154                      | Lägenhetsbebyggelse              |              | Östra Ny, Östergötland |       | 58.462757, 16.569657 | 12000000023462 | Ladda upp en bild av detta fornminne |
| Örnstorp (Östra Ny 155)           | Lägenhetsbebyggelse              |              | Östra Ny, Östergötland |       | 58.477029, 16.563462 | 12000000023463 | Ladda upp en bild av detta fornminne |
| Alsätter (Östra Ny 157)           | Lägenhetsbebyggelse              |              | Östra Ny, Östergötland |       | 58.472788, 16.576646 | 12000000023492 | Ladda upp en bild av detta fornminne |
| Båtmanstorp No 104 (Östra Ny 159) | Lägenhetsbebyggelse              |              | Östra Ny, Östergötland |       | 58.479242, 16.566716 | 12000000023495 | Ladda upp en bild av detta fornminne |
| Byggmästartorpet (Östra Ny 161)   | Lägenhetsbebyggelse              |              | Östra Ny, Östergötland |       | 58.476496, 16.572521 | 12000000023497 | Ladda upp en bild av detta fornminne |